# Eurysticta coolawanyah
Eurysticta coolawanyah är en trollsländeart som beskrevs av Watson 1969. Eurysticta coolawanyah ingår i släktet Eurysticta och familjen Isostictidae. IUCN kategoriserar arten globalt som nära hotad. Inga underarter finns listade i Catalogue of Life.